# Antônia Fontenelle
Antônia Fontenelle de Britto (Brasília, 19 de abril de 1973) é uma youtuber, vlogueira, atriz e apresentadora brasileira.

## Biografia

### Vida pessoal e carreira
Antônia nasceu em Brasília, sendo a décima terceira filha de dona Adelaide, piauiense, que ajudou na construção da cidade, mas foi entregue à dona Luzia Fontenelle de Britto, que a adotou. Embora a atriz tenha sido adotada ainda bebê, ela cresceu entre os municípios de Luís Correia e Parnaíba.

Em 1992, aos dezoito anos, saiu do Nordeste para o Sudeste com o objetivo de seguir a carreira no teatro, realizando mais de dez peças em uma década. Em 2004 fez sua estreia na televisão em A Diarista (2004). Ficou mais conhecida quando participou da novela Malhação em 2009. Em 2012, desfilou como Rainha de Bateria da escola de samba Mocidade Independente no Carnaval do Rio de Janeiro. No mesmo ano, destacou-se em um dos papeis centrais da telenovela Balacobaco como a perua sem-noção Marlene. Em abril de 2014, Antônia decide fazer um programa de entrevistas no YouTube.

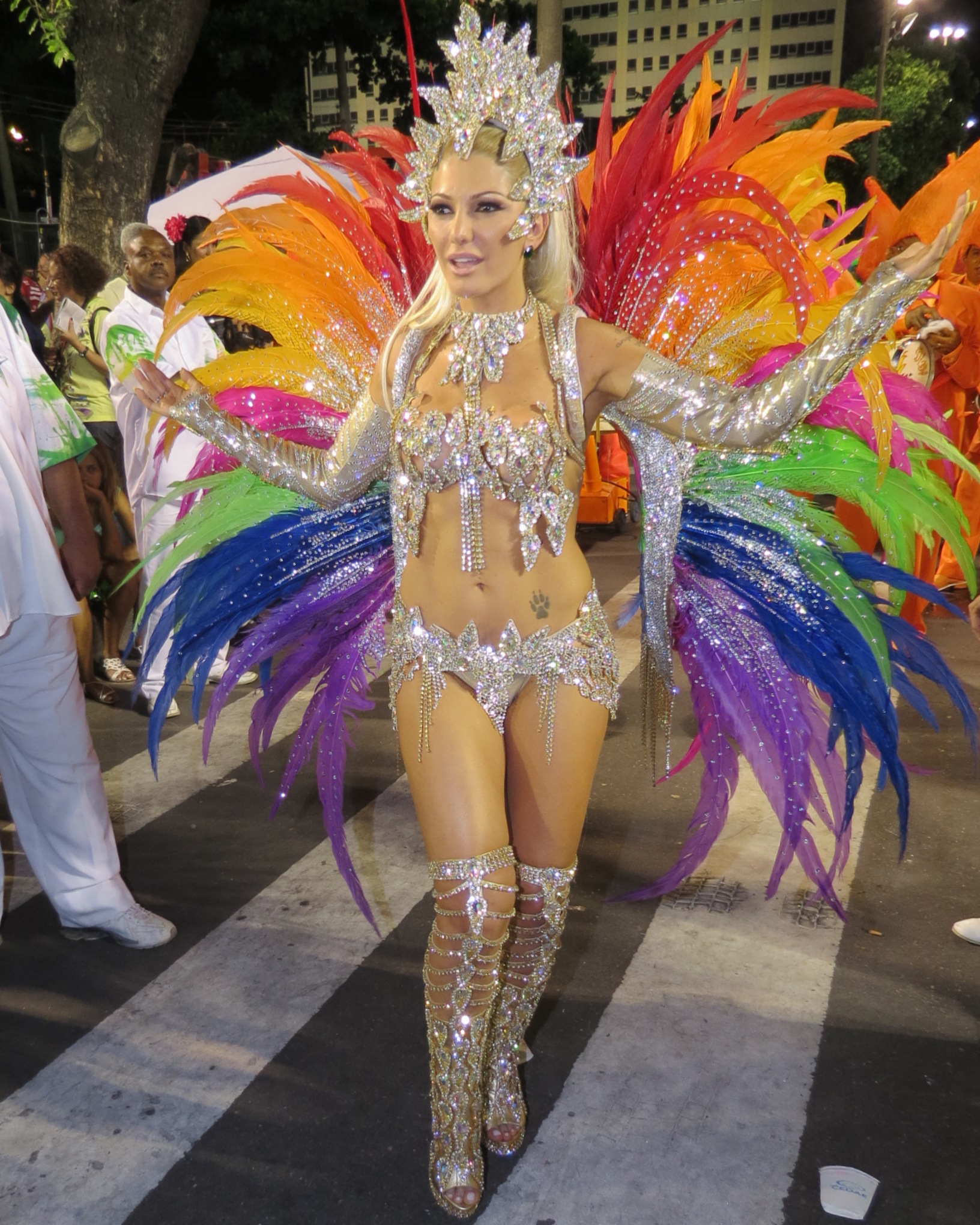
Antônia no desfile da Mocidade Independente de Padre Miguel em 2012

Antônia tem dois filhos, Samuel Fontenelle de Britto Almeida, fruto do relacionamento de três anos e meio com o ator Fernando Almeida, assassinado em um ponto de ônibus em Realengo no Rio de Janeiro em 2004, e Salvatore Fontenelle Costa, fruto do relacionamento com o último parceiro Jonathan Costa. Antônia esteve uma uma união estável com o diretor Marcos Paulo entre 2005 e novembro de 2012, quando ele morreu após uma embolia pulmonar, o que provocou uma disputa pela herança do diretor, que havia incluído apenas as filhas em seu testamento de 2005. Uma alteração posterior em favor de Antônia não foi reconhecida pelas outras herdeiras, que levaram o caso à Justiça. Foi favorecida em julho de 2019, sendo reconhecida como herdeira da herança.
Em dezembro de 2013, Antônia assumiu publicamente o relacionamento com o jogador Emerson Sheik; o relacionamento acabou em fevereiro de 2014. Em 12 de dezembro de 2015, a atriz casou-se com o empresário e cantor Jonathan Costa (filho de Rômulo Costa e de Verônica Costa da Furacão 2000). Ficou grávida aos 42 anos do seu filho Salvatore, nascido no dia 21 de julho de 2016. Em 2017 a atriz se tornou avó, pela primeira vez, de uma menina batizada Charlotte, em 2024 nasce sua segunda neta batizada de Luna. Em janeiro de 2017, o casamento acabou. Em 2013, Antônia posou nua para a capa da revista Playboy.
Antônia é amiga pessoal do ex-presidente do Brasil, Jair Bolsonaro, que governou entre 2019 e 2022.
No dia 12 de junho de 2019, participou do clipe da nova música do cantor sertanejo Eduardo Costa, intitulada "Coração Pirata", uma regravação da banda de soft rock carioca Roupa Nova. Em julho do mesmo ano foi reconhecida pela Justiça como herdeira legítima do seu falecido esposo, Marcos Paulo.
Em 2022, filiou-se ao Republicanos e concorreu nas eleições a deputada federal pelo Rio de Janeiro. Recebeu 30.975 votos, não sendo eleita. Também nesse ano, Antônia recebeu em Nova York o prêmio Portuguese Brazilian Awards.
Em 2024, se mudou para Las Vegas, onde vive atualmente. No mesmo ano, anunciou seu novo programa de entrevistas, focado ao público americano.

### Condenações na justiça
Em junho de 2020, Felipe e Luccas Neto iniciaram um processo judicial contra Antônia Fontenelle após ela publicar em rede social uma vídeo-montagem associando-os à pedofilia. Em posts no Instagram, Fontenelle associou os irmãos YouTubers à prática de pedofilia e foi processada. Fontenelle criticou a postura de Felipe Neto e disse que não iria apagar as publicações. A atriz perdeu um recurso na Justiça em que pedia a anulação do processo.
Em março de 2020 foi condenada a apagar uma publicação no YouTube onde acusava falsamente Deborah Diniz de "defender pedófilos, o aborto e a pedofilia".
Em outubro de 2021 foi condenada por injúria após chamar Felipe Neto de "câncer da internet" e "canalha" e terá que pagar 63 mil reais de indenização.
Em maio de 2023 foi condenada pela 7ª Vara Cível do Rio de Janeiro a pagar 100 mil reais em danos morais por acusar os irmãos Luccas e Felipe Neto de praticarem pedofilia.

### Processos e revelações sobre Klara Castanho
Em junho de 2022, ameaçou expor caso de uma atriz que teria engravidado ter cometido "abandono de incapaz" com o filho. A especulação obrigou Klara Castanho a esclarecer que foi vítima de estupro e que passou pelo processo legal de adoção para a criança. Fontenelle então foi criticada por expor a intimidade traumática de Klara e acusa-la de ter cometido crime.
Em junho de 2023, a atriz venceu na justiça um processo contra Fontenelle por danos morais, e uma indenização de R$ 50 mil reais.

### Ataques contra Irmã Mônica
No programa "The Morning Show" da Jovem Pan, após a exibição de um vídeo que viralizou na internet em que Irmã Mônica Bispo, influencer evangélica, afirmava "Foi para isso que fiz o L (…) Vai abaixar tudo. Amém?" em relação à redução do preço dos combustíveis pelo Governo Lula, Antônia Fontenelle, uma das convidadas do programa, pronunciou-se dizendo "Essa infeliz (sic) não deve nem ter carro. Esse tipo de coisa dá espaço para [...] esses pobres miseráveis de alma, de espírito, de educação. É a mesma coisa que dar voz para bandidos (sic)".
Após o ocorrido, o youtuber Felipe Neto disponibilizou a equipe de advogados dele para que Irmã Mônica acionasse a Justiça contra os ataques da apresentadora. Mônica, por sua vez, afirmou que processaria a apresentadora por ter sido humilhada por ela em razão das declarações no programa televisivo. A influenciadora recebeu uma onda de solidariedade na internet, após o ocorrido.

## Filmografia

### Internet
| Ano             | Título                         | Cargo         | Plataforma |
| --------------- | ------------------------------ | ------------- | ---------- |
| 2014–presente   | Na Lata com Antônia Fontenelle | Apresentadora | YouTube    |
| 2024 - Presente | The Lady Fontenelle Show       | Apresentadora | YouTube    |

### Cinema
| Ano  | Título                   | Personagem                        |
| ---- | ------------------------ | --------------------------------- |
| 2011 | Assalto ao Banco Central | Regina Ramos Castro Alves Brandão |

### Televisão
| Ano       | Título               | Personagem           | Emissora          | Notas                             |
| --------- | -------------------- | -------------------- | ----------------- | --------------------------------- |
| 2004      | A Diarista           | Lucilene             | TV Globo          | Episódio: "O SPA"                 |
| 2007      | Paraíso Tropical     | Laura                | TV Globo          |                                   |
| 2009      | Malhação             | Kátia Valadares      | TV Globo          | Temporada 16                      |
| 2010      | S.O.S. Emergência    | Drª Flávia           | TV Globo          | Episódio: "Antes Mal Acompanhada" |
| 2011      | A Vida da Gente      | Gigi                 | TV Globo          | Episódio: "15 de dezembro"        |
| 2012      | Balacobaco           | Marlene Leite Aragão | RecordTV          |                                   |
| 2013      | Se Eu Fosse Você     | Marcela              | Fox Brasil        | Episódio: "Piloto"                |
| 2013      | Tá Tudo em Casa      | Gigi                 | RecordTV          | Especial de fim de ano            |
| 2015–2016 | Programa Raul Gil    | Colunista            | SBT               | Quadro: "Elas Querem Saber"       |
| 2018      | Bancando o Chef      | Participante         | RecordTV          | Temporada 1                       |
| 2021–2022 | Talk Show da Antônia | Apresentadora        | TV Jovem Pan News |                                   |
| 2023      | Morning Show         | Comentarista         | TV Jovem Pan News |                                   |